# Ben Sangaré
Ben Amadou Sangaré, né le 12 novembre 1990 est un footballeur franco-sénégalais jouant au poste d'attaquant à l'US Ivry.

## Biographie
D'origine sénégalaise par sa mère et malienne par son père, Ben grandit à Bondy, en Seine-Saint-Denis jusqu'à l'âge de 14 ans avant de se décider à se lancer dans une carrière de footballeur. Son petit frère, Souleymane Sangaré, est, quant à lui, stagiaire pro au FC Nantes.

### Des passages difficiles dans les équipes de jeunes
Après une saison dans les équipes de jeunes de l'Angers SCO, Ben prend la direction du FC Lorient. Il y reste deux ans, le temps d'évoluer avec la réserve des Merlus. Par la suite, il rejoint la réserve de l'AS Nancy Lorraine début 2009. Malgré de bonnes performances qui lui permettent de s'entrainer avec le groupe professionnel, il est renvoyé pour mauvaise conduite.
Le 11 septembre 2009, il est recruté par le Stade briochin évoluant en DH. Auteur d'une bonne première partie de saison et des résultats satisfaisants, il quitte le club durant la trêve hivernale en direction du SC Fribourg.
En janvier 2010, il signe un contrat de stagiaire professionnel d'une durée de trois ans et demi avec le club allemand et intègre la réserve évoluant en quatrième division. Mais après un an et demi et seize rencontres pour un seul but, Ben résilie son contrat et signe en faveur de l'US Ivry, en CFA.

### Passage au professionnalisme
Lors de la saison 2011-2012, il participe à 23 rencontres avec l'US Ivry et inscrit 8 buts avec l'équipe de CFA dont deux doublés en l'espace de 98 minutes contre le Club Sportif Avionnais (victoire 2-3) et à domicile devant Valenciennes FC B (victoire 4-2). Il joue également une rencontre de Coupe de France lors de cette même saison.
Après de bonnes prestations à l'US Ivry, il rejoint l'AC Arles-Avignon le 13 juin 2012 en paraphant un contrat de trois ans. Il joue son premier match professionnel lors de la première journée du championnat de France de Ligue 2 face au Havre AC le 27 juillet 2012 et joue 82 minutes en tant que titulaire avant d'être remplacé par une autre recrue du club provençal, William Aho Abou. Le match se termine par une victoire 1-2 pour les Lions.
Auteur d'une bonne première saison à l'AC Arles-Avignon où il prend part à 26 rencontres, toutes compétitions confondues, il est assez peu utilisé la suivante, ce qui justifie un départ à l'US Créteil-Lusitanos, le 30 janvier 2014, sous forme de prêt jusqu'au mois de juin. À l'issue de cette saison, alors que le président de l'AC Arles-Avignon, Marcel Salerno, lui fait savoir qu'il compte sur lui pour l'année à venir, Ben Sangaré émet des réserves. En effet, après son prêt réussi en banlieue parisienne, l'US Créteil souhaite le conserver mais des opportunités en Belgique se présentent également à lui. Finalement, il s'engage pour trois ans avec le club francilien, en compagnie de deux anciens acéistes, Cyrille Merville et Marvin Esor. Après deux saisons où il peine à s'imposer en région parisienne et en Ligue 2, Ben Sangaré rejoint, à l'été 2016, le CS Sedan Ardennes en National. Libéré en décembre 2016, il retrouve une équipe le 30 janvier 2017 en signant en faveur du Zirə FK, alors vice-champion d'Azerbaïdjan.

## Statistiques
| Saison                | Club                        | Championnat           | Championnat | Championnat | Coupe nationale | Coupe nationale | Coupe de la Ligue | Coupe de la Ligue | Total | Total |
| Saison                | Club                        | Division              | M.          | B.          | M.              | B.              | M.                | B.                | M.    | B.    |
| 2011–2012             | US Ivry                     | CFA                   | 23          | 8           | 1               | 0               | -                 | -                 | 24    | 8     |
| 2012-2013             | AC Arles-Avignon            | Ligue 2               | 22          | 2           | -               | -               | 4                 | 0                 | 26    | 2     |
| 2013-2014             | AC Arles-Avignon            | Ligue 2               | 7           | 0           | 1               | 0               | 1                 | 0                 | 9     | 0     |
| Sous-total            | Sous-total                  | Sous-total            | 29          | 2           | 1               | 0               | 5                 | 0                 | 35    | 2     |
| 2013-2014             | US Créteil-Lusitanos (prêt) | Ligue 2               | 13          | 3           | -               | -               | -                 | -                 | 13    | 3     |
| 2014-2015             | US Créteil-Lusitanos        | Ligue 2               | 15          | 1           | 1               | 1               | 2                 | 0                 | 18    | 2     |
| 2015-2016             | US Créteil-Lusitanos        | Ligue 2               | 13          | 0           | 1               | 0               | 1                 | 0                 | 15    | 0     |
| Sous-total            | Sous-total                  | Sous-total            | 41          | 4           | 2               | 1               | 3                 | 0                 | 46    | 5     |
| 2016-2017             | CS Sedan Ardennes           | National              | 8           | 0           | 1               | 1               | -                 | -                 | 9     | 1     |
| 2016-2017             | Zirə FK                     | Premyer Liqası        | 9           | 0           | 0               | 0               | -                 | -                 | 9     | 0     |
| 2018                  | IFK Mariehamn               | Veikkausliiga         | 0           | 0           | 1               | 0               | -                 | -                 | 1     | 0     |
| 2018-2019             | Sainte-Geneviève Sports     | National 2            | 9           | 3           | 0               | 0               | -                 | -                 | 9     | 3     |
| 2019-2020             | Sainte-Geneviève Sports     | National 2            | 4           | 0           | 0               | 0               | -                 | -                 | 4     | 0     |
| Sous-total            | Sous-total                  | Sous-total            | 13          | 3           | 0               | 0               | 0                 | 0                 | 13    | 3     |
| Total sur la carrière | Total sur la carrière       | Total sur la carrière | 123         | 17          | 6               | 2               | 8                 | 0                 | 137   | 19    |